# Lash LeRoux
Lash LeRoux (født d. 22. november 1976) er en amerikansk fribryder, kendt fra bl.a. World Championship Wrestling.

## Biografi

### World Championship Wrestling
Lash LeRoux begyndte at træne hos WCW Power Plant i 1997, og debuterede på WCW TV i 1998 som Mark LeRoux. Her fungerede han oftest som jobber. I slutningen af 1999 taggede han sammen med Disco Inferno mod Big Vito og Johnny the Bull ved WCW Starrcade. I 2000 var LeRoux en af de folk der blev "fyret" af Vince Russo for ikke at passe ind. LeRoux slog sig sammen med de andre "utilpassede", og dannede Misfits In Action. I denne gruppe blev han kendt som Corporal Cajun og vandt WCW Tag Team titlerne sammen med Lieutenant Loco.